# Luís Galvão Teles

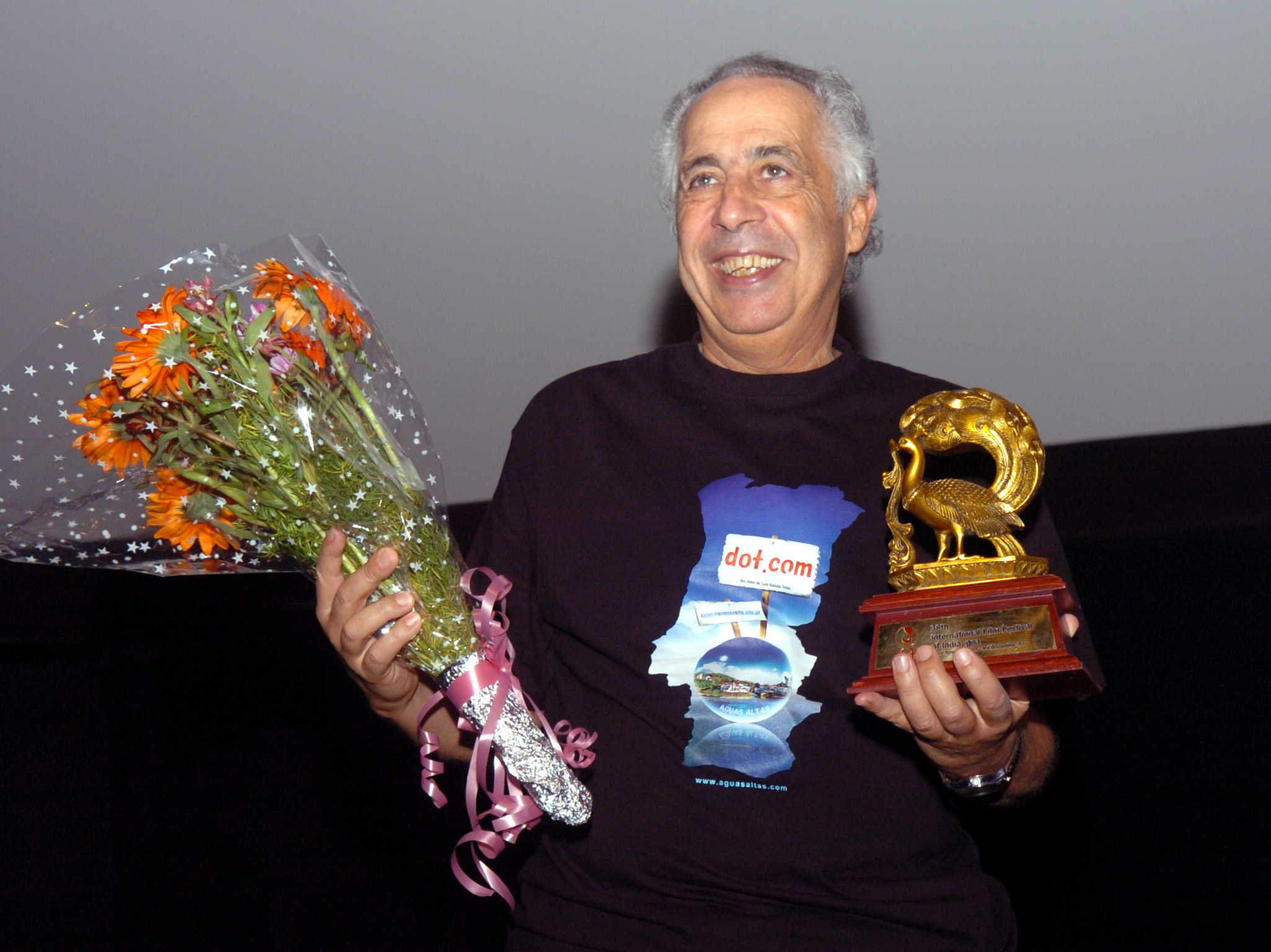
Luís Galvão Teles bei der Vorstellung von dot.com beim International Film Festival of India (2007)

Luís Manuel Monteiro Galvão Teles (* 4. Dezember 1945 in Lissabon) ist ein portugiesischer Filmregisseur, Filmproduzent und Jurist.

## Leben und Wirken
Sein Vater war der Jurist Inocêncio Galvão Teles (1917–2010), ein bekannter Rechtswissenschaftler und Hochschullehrer, von 1962 bis 1968 Bildungsminister im Estado Novo-Regime. Sein Großvater war der Unternehmer Adriano Soares Teles do Vale, Gründer des bekannten Lissabonner Cafés A Brasileira.
Nach Abschluss des Jurastudiums an der Universität Lissabon (1967) widmete Teles sich seiner Filmleidenschaft. Er war Regieassistent beim staatlichen Fernsehen RTP, besuchte von 1968 bis 1970 das „Institut de Formation Cinématographique“ in Paris, und schloss sich dem Centro Português de Cinema an.
Nach der Nelkenrevolution 1974 war er mit engagiert politischen Filmen aktiv. Seit den 1980er Jahren produziert er aber auch publikumswirksamere Filme, ähnlich der Entwicklung anderer Regisseure des Novo Cinema (z. B. António-Pedro Vasconcelos). Seit 1997 ist er mit Gründung der Fado Filmes auch als Produzent tätig.
Er ist zudem als Jurist und Übersetzer am Europäischen Gerichtshof in Luxemburg tätig und war Koordinator für Portugal im EAVE-Projekt („Les Entrepeneurs de l’Audiovisuel Européen“) des MEDIA-Programms. Er hat zwei Kinder (Patrícia und Gonçalo), von denen sein Sohn Gonçalo Galvão Teles inzwischen ebenfalls Filmschaffender des Portugiesischen Films ist.

## Filmografie (Regie)
- 1970: Bestiaire (Kurzfilm)
- 1974: Entremês Famoso Sobre a Pesca no Rio Minho
- 1975: A Procissão dos Bêbados (Doku.)
- 1976: Liberdade para José Diogo (Doku.)
- 1978: A Rapariga dos Fósforos
- 1978: A Confederação: O Povo É Que Faz a História
- 1979: Morte no Tejo
- 1982: A Vida É Bela?!
- 1992: Retrato de Família
- 1997: Die Schwächen der Frauen (Elles)
- 2000: A  Noiva (2000) (TV)
- 2004: Tudo Isto É Fado
- 2005: Glamour
- 2007: Dot.com
- 2016: Refrigerantes e Canções de Amor